# Sorex trowbridgii
Sorex trowbridgii là một loài động vật có vú trong họ Chuột chù, bộ Soricomorpha. Loài này được Baird mô tả năm 1857.
Loài chuột này được tìm thấy ở miền nam British Columbia ở Canada và ở Washington, Oregon và California ở Hoa Kỳ.
Chuột chù Trowbridge là một loài chuột chù có kích cỡ trung bình với đuôi dài. Cá thể chuột chù không sinh sản cân nặng khoảng 3,8 g (0,13 oz) trong khi cá thể chuột chù mùa sinh sản nặng trung bình khoảng 5 g (0,18 oz).
Màu lông của chuột chù Trowbridge thay đổi từ nâu đến xám trong thời gian nhất định trong năm.

## Hình ảnh

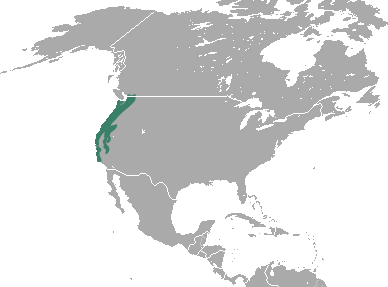